# Hereweg 22-1 (Groningen)
Het pand Hereweg 22-1 in de stad Groningen, soms ook het Javaanse huis genoemd, is een monumentaal woonhuis in eclectische stijl met elementen van de koloniale architectuur van Nederlands-Indië.

## Beschrijving

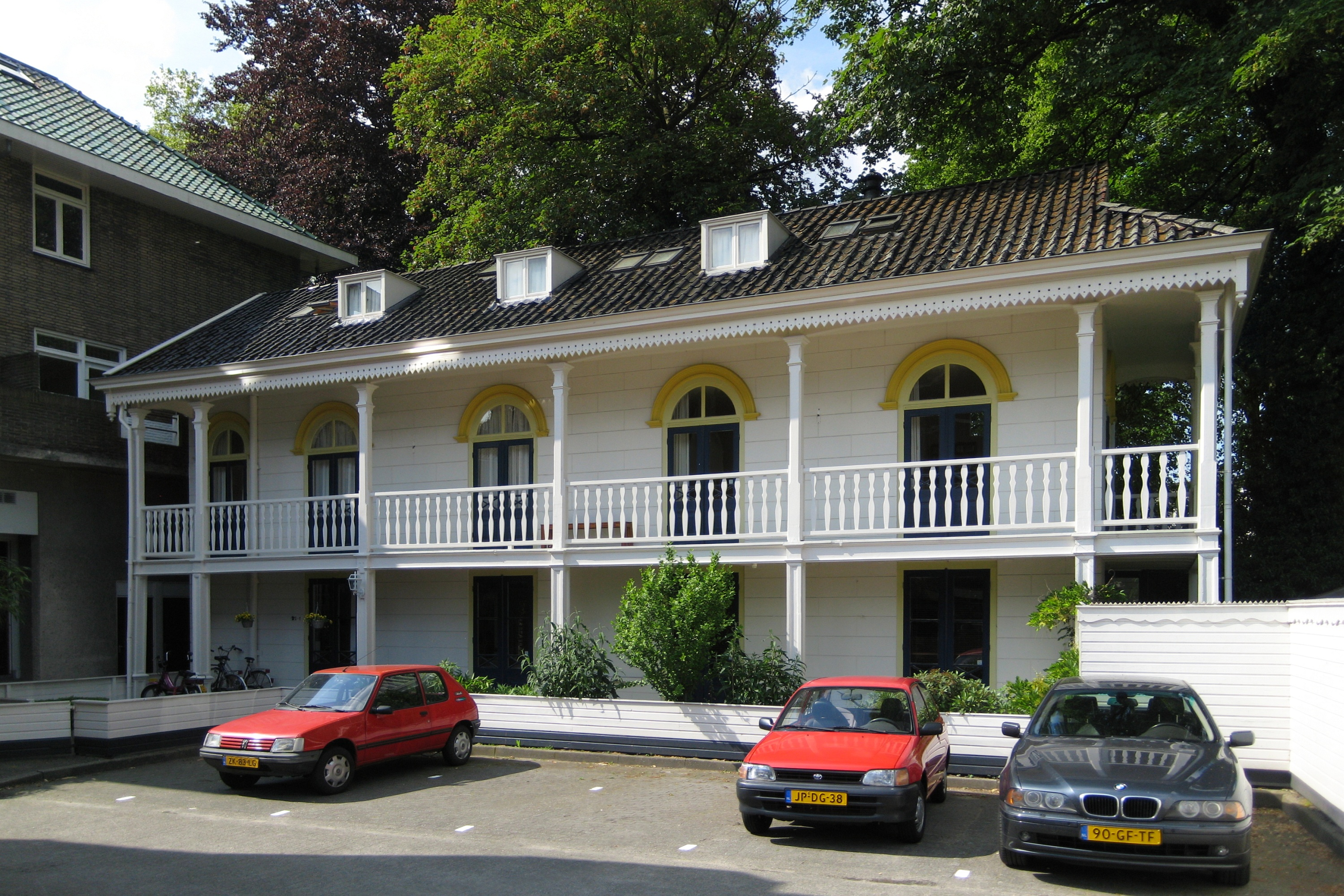
Het Javaanse huis in 2009

Het vrijstaande pand bevindt zich aan de oostzijde van de Hereweg achter een appartementenblok aan de zuidelijke voet van het Herewegviaduct. De architect van het huis is niet bekend. Het werd rond 1879 gebouwd als "bijgebouw bestemd voor slaap- en logeerkamers" achter de woning van Maria Louisa van Schuppen, de weduwe van Johan Willem Birnie, directeur van een tapijtfabriek in Deventer. Haar huis, dat ze met twee dochters bewoonde, was te klein geworden, nadat in 1878 haar zoon Gerhard Willem Birnie (1837-1917) en diens gezin bij haar waren ingetrokken. Birnie was tabaksplanter op Java, waar hij in 1872 in Bondowoso was getrouwd met de inlandse Djemilah, met wie hij vier kinderen kreeg. Zij kon in het Nederlandse klimaat echter moeilijk aarden en al in 1880 vertrokken Birnie en zijn vrouw weer naar Nederlands-Indië. De kinderen bleven aan de Hereweg wonen. Na de dood van zijn vrouw keerde Birnie terug naar Nederland, waar hij de zomers op zijn buitenverblijf bij Midlaren doorbracht en in de winter aan de Hereweg woonde.
Het Javaanse huis is gebouwd op een langgerekt rechthoekig grondplan en bestaat uit twee bouwlagen onder een zadeldak, dat is belegd met zwarte dakpannen. De op het zuiden gerichte voorgevel is vijf traveeën breed en is evenals de kopse gevels witgepleisterd en van schijnvoegen voorzien. De noordgevel, die grenst aan de tuin van de Scholtenskoepel, is uitgevoerd in grauw stucwerk. De gevels worden gesloten door daklijsten met ajourwerk, waarboven een geprofileerde houten bakgoot is aangebracht. Aan de zuid- en oostzijde van het pand lijkt het dak gedragen te worden door vierkante houten kolommen, die zich uitstrekken over beide bouwlagen. Ze zijn versierd met eenvoudige kapitelen. Tussen de kolommen bevindt zich op de verdieping een karakteristieke houten veranda, voorzien van een open houten hekwerk. De openingen in de voorgevel, waarin op beide bouwlagen dubbele openslaande houten deuren zijn geplaatst, zijn op de begane grond recht gesloten en worden op de verdieping beëindigd door rondbogen met een gepleisterde omlijsting, waarin halfronde, tweedelige bovenlichten zijn aangebracht. Op de begane grond van het pand was geruime tijd een "gymschool" gevestigd, waartoe een zaal werd bijgebouwd, die later weer is afgebroken.
Het pand is aangewezen als rijksmonument "vanwege de architectonische kwaliteiten van het ontwerp alsmede vanwege zijn typologische zeldzaamheid en gaafheid".